# Jo Strahn
Jo Strahn (* 9. November 1904 in Düren; † 1997 in Düsseldorf; geboren als Peter Josef Strahn) war ein deutscher Maler, Grafiker und Kalligraf und Kunstpädagoge der klassischen Moderne.

## Leben und Wirken
Jo Strahn entstammt einer Musiker-Familie aus Düren. Nachdem Strahn bei Carl Jordan in Aachen gelernt hatte, ging er an die Hochschule für Grafik und Buchkunst Leipzig. Sein Studium schloss er 1926 an der Kunstakademie Düsseldorf ab. Danach gründete er in Düren eine Malschule. Mit dieser zog er nach Düsseldorf und später nach Düsseldorf-Niederkassel um. In einer ehemaligen Krautfabrik kam dann seine freie, staatlich anerkannte Malschule unter.
Strahn war 1933, 1941 und 1943 auf der Großen Deutschen Kunstausstellung in München mit vier Bildern vertreten, von denen Adolf Hitler 1944 das Ölgemälde „Ochsen im Hochacker“ für 18.000 RM erwarb.

## Absolventen seiner Malschule
An seiner Malschule studierten viele bekannte Künstler, wie Karl Stachelscheid, Alfred Schmela, Walter Cüppers, Gregor Merten, Alfred Eckhardt, Konrad Fischer, Gottfried Pohl, Hans Salentin, Günther Petersen, Albert Larres und Sigrid Wachenfeld.

## Ein Künstler der Stille
Jo Strahn wurde bereits zu Lebzeiten als ein „Künstler der Stille“ bezeichnet. Sein eigenes künstlerische Schaffen galt der Naturdarstellung sowie der Landschafts- und Tier-Malerei. „Seine Bilder vermitteln dem Betrachter den Eindruck von etwas Stillem und Verlässlichem, das seiner Persönlichkeit entspricht“.